# Pommiers-Moulons
Pommiers-Moulons é uma comuna francesa na região administrativa da Nova Aquitânia, no departamento de Charente-Maritime. Estende-se por uma área de 9,6 km². Em 2010 a comuna tinha 215 habitantes (densidade: 22,4 hab./km²).